# Phú Nhuận, Lục Ngạn
Phú Nhuận là một xã thuộc huyện Lục Ngạn, tỉnh Bắc Giang, Việt Nam.

## Địa lý
Xã Phú Nhuận có diện tích 25,47 km², dân số năm 2023 là 5.069 người, mật độ dân số đạt 199 người/km².

## Lịch sử
Ngày 27 tháng 10 năm 1962, Quốc hội ban hành Nghị quyết về việc thành lập tỉnh Hà Bắc trên cơ sở tỉnh Bắc Giang và tỉnh Bắc Ninh. Khi đó, xã Phú Nhuận thuộc huyện Lục Ngạn, tỉnh Hà Bắc.
Ngày 6 tháng 11 năm 1996, Quốc hội ban hành Nghị quyết về việc chia tỉnh Hà Bắc thành tỉnh Bắc Giang và tỉnh Bắc Ninh. Khi đó, xã Phú Nhuận thuộc huyện Lục Ngạn, tỉnh Bắc Giang.
Ngày 8 tháng 12 năm 2016, HĐND tỉnh Bắc Giang ban hành Nghị quyết số 41/NQ-HĐND về việc:
- Thành lập thôn Hợp Thành trên cơ sở thôn Phú Hà và thôn Suối Than.
- Thành lập Thôn Khuôm trên cơ sở thôn Khuôm A và thôn Khuôm B.
- Thành lập thôn Hòa Thanh trên cơ sở thôn Bãi Nơi và thôn Đèo Cỏ.

Ngày 8 tháng 12 năm 2017, HĐND tỉnh Bắc Giang ban hành Nghị quyết số 39/NQ-HĐND về việc sáp nhập thôn Phú Thành vào thôn Thuận A.